# Elecciones generales de Camboya de 1966
Las elecciones generales de Camboya de 1966 se realizaron el 11 de septiembre. Fueron las últimas elecciones durante el régimen de Norodom Sihanouk y fue la primera elección con listas abiertas. Si bien el partido Sangkum fue el único en presentar candidatos, esta vez se presentaron facciones de izquierda y de derecha en las distintas circunscripciones del país. El resultado fue una victoria para el movimiento derechista y conservador de Lon Nol, que asumió el cargo de Primer ministro, y fue la primera victoria electoral de un movimiento opositor al gobierno incumbente en la historia de Camboya, dejando de lado el ascenso al poder del Sangkum en 1955. Fueron las últimas elecciones antes de la guerra civil camboyana.

## Preludio y campaña
Las inscripciones debían realizarse a finales de julio. Hubo 425 candidaturas para los 82 escaños (se crearon 5 nuevos distritos). De los 77 diputados salientes, 34 decidieron no presentarse a la reelección, marcando una gran diferencia con respecto a los anteriores comicios. Durante la campaña, que duró seis semanas, los candidatos de ambos movimientos (izquierda y derecha) del Sangkum, se concentraron en los problemas locales más que en las reformas políticas y económicas y, durante la mayor parte de la misma, Sihanouk cumplió su promesa de no intervenir. Sin embargo, por temor a la creciente popularidad de Hou Yuon, Hu Nim y Khieu Samphan, que competían por la reelección, lanzó algunas indirectas en contra de los comunistas y del conservador Douc Rasy.
En un principio, el jefe de Estado tenía la intención de nombrar a los candidatos él mismo como había hecho en las anteriores elecciones. Sin embargo, finalmente cambió de opinión, justificándose en la decepción que le provocaba nombrar candidatos que seguramente no resultarían electos. Según Douc Rasy, Sihanouk subestimó la capacidad de la oposición para infiltrarse en el movimiento, y aunque ya tenía una preselección de candidatos, desdeñó las elecciones, algo que le traería graves consecuencias.

## Resultados
No se sabe a ciencia cierta lo que Sihanouk esperaba de las elecciones. Al igual que cualquier otra desde 1958, se llevaron a cabo en relativa calma, aunque algunos perdedores rechazaron los resultados, alegando intimidación y compra de votos. Según Milton Osborne, unos siete candidatos obligaron a sus oponentes a retirarse y fueron elegidos sin oposición en sus circunscripciones. El abstencionismo descendió, siendo un 35% de la población la que no votó, pero la participación en la capital, Nom Pen, fue de solo el 20%.
Todavía es difícil hoy en día sacar conclusiones de los resultados. Sólo 11 ganadores de las 75 circunscripciones donde se presentaron varios candidatos obtuvieron mayoría absoluta de votos. Algunos diputados fueron elegidos con menos del 25% de los votos y la mayoría no alcanzó el 40%. Cuatro ganadores, Khieu Samphan, Hou Yuon, y Hu Nim Douc Rasy, habían sido tachados por Sihanouk como enemigos del régimen públicamente, y fueron precisamente quienes obtuvieron las victorias más amplias, superando el 50%, siendo probable que su oposición abierta a Sihanouk hubiera sido el motivo de su victoria. En general, según lo comentado por Charles Meyer, asesor del monarca, la mayoría de los candidatos que expresaron su firme apoyo a Sihanouk fueron derrotados.
Los candidatos que obtuvieron más votos fueron los que se centraron en los problemas locales, y no hicieron mención con respecto a temas controvertidos a nivel nacional. Khieu Samphan, por ejemplo, había atraído la simpatía de sus votantes en Si Aang visitando regularmente el pueblo conduciendo un coche modesto y hasta se ofreció a ayudar a financiar la instalación de una bomba para unos agricultores. Hou Yuon hizo lo mismo en Kompung Cham, donde se ganó la reputación de humanista y recibió el 78% de los votos, la victoria más grande obtenida por un candidato en estas elecciones. En Siem Riep, Keu Ky Lim, que era hijo del propietario de una pesquería local, se ganó a la población con sus conocimientos sobre la vida en el campo.
Otro probable motivo para la derrota del Sangkum ante un movimiento opositor interno fue el hecho de que Sihanouk no dio demasiada importancia a los comicios, considerando que era imposible perderlos, y estaba demasiado ocupado organizando la visita del Presidente francés Charles De Gaulle, semanas antes de la jornada electoral, por lo que no organizó grandes multitudes ni hizo una campaña muy abierta, cosa que sí había hecho en anteriores ocasiones.

## Formación del gobierno
Solo 28 de los 82 diputados habían sido elegidos previamente, lo que significaba un aumento para la oposición interna dentro del régimen. Seis de los candidatos reelegidos habían sido miembros del movimiento conservador de Lon Nol, generando una mayoría absoluta de tres tercios. De ese modo, Sihanouk no pudo evitar que la oposición ingresara al parlamento y Lon Nol fue elegido Primer ministro con 59 votos.
| Candidato             | Fecha                                                    | Voto | Sangkum | Total |
| --------------------- | -------------------------------------------------------- | ---- | ------- | ----- |
| Lon Nol (Conservador) | 25 de octubre de 1966 Mayoría absoluta requerida (42/82) | Sí   | 59      | 59/82 |
| Lon Nol (Conservador) | 25 de octubre de 1966 Mayoría absoluta requerida (42/82) | No   | 23      | 23/82 |
| Lon Nol (Conservador) | 25 de octubre de 1966 Mayoría absoluta requerida (42/82) | Abs. |         | 0/82  |